# Radicaal 154
Van de in totaal 214 Kangxi-radicalen heeft radicaal 154 de betekenis schelp. Het is een van de twintig radicalen die bestaat uit zeven strepen.
In het Kangxi-woordenboek zijn er 227 karakters die dit radicaal gebruiken.

## Karakters met het radicaal 154

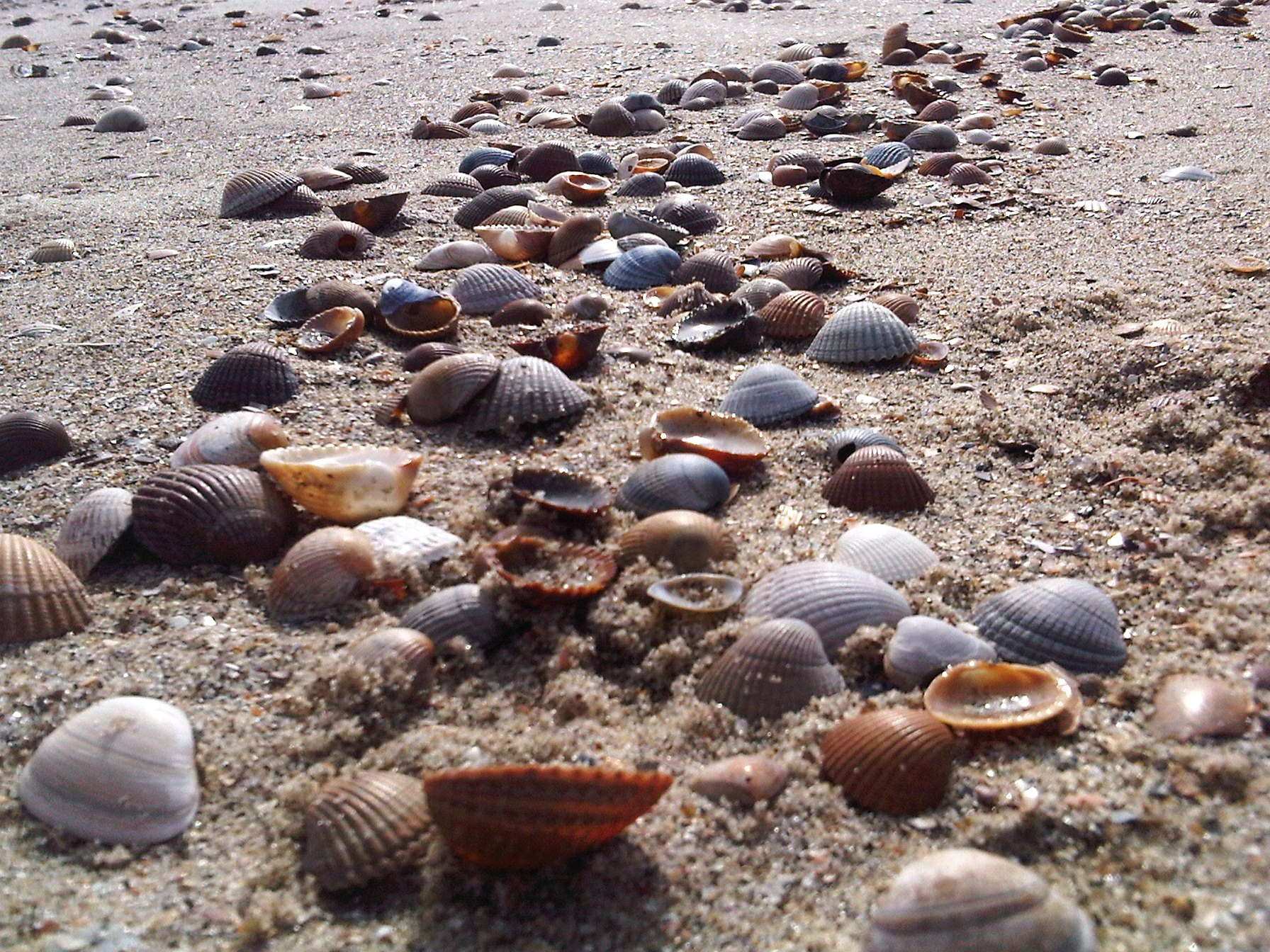
Schelpen op een strand in Zeeland.

| Strepen | Traditioneel Karakter                                                | Vereenvoudigd Karakter                 |
| ------- | -------------------------------------------------------------------- | -------------------------------------- |
| + 0     | 貝                                                                   | 贝                                     |
| + 2     | 貞 貟 負                                                             | 贞 负 贠                               |
| + 3     | 財 貢 貣 貤                                                          | 贡 财                                  |
| + 4     | 䝧 貥 貦 貧 貨 販 貪 貫 責 貭 貮                                     | 责 贤 败 账 货 质 贩 贪 贫 贬 购 贮 贯 |
| + 5     | 䝫 䝬 䝭 䝮 貯 貰 貱 貲 貳 貴 貵 貶 買 貸 貹 貺 費 貼 貽 貾 貿 賀 賁 | 贰 贱 贲 贳 贴 贵 贶 贷 贸 费 贺 贻    |
| + 6     | 賂 賃 賄 賅 賆 資 賈 賉 賊 賋 賌 賍 賎                               | 贼 贽 贾 贿 赀 赁 赂 赃 资 赅 赆 賈 賂 |
| + 7     | 賏 賐 賑 賒 賓 賔 賕 賖 賗 賘                                        | 赇 赈 赉 赊                            |
| + 8     | 䝼 䞍 賙 賚 賛 賜 賝 賞 賟 賠 賡 賢 賣 賤 賥 賦 賧 賨 賩 質 賫 賬    | 赋 赌 赍 赎 赏 赐 赑 赒 赓 赔 赕       |
| + 9     | 賭 賮 賯 賰 賱 賲 賳 賴 賵                                           | 赖 赗                                  |
| + 10    | 賶 賷 賸 賹 賺 賻 購 賽                                              | 赘 赙 赚 赛                            |
| + 11    | 賾 賿 贀 贂 贃 贄 贅                                                 | 赜                                     |
| + 12    | 贆 贇 贈 贉 贊 贋 贌                                                 | 赝 赞 赟 赠                            |
| + 13    | 贍 贎 贏                                                             | 赡 赢                                  |
| + 14    | 贐 贑 贒 贓 贔                                                       |                                        |
| + 15    | 贕 贖 贗 贘                                                          |                                        |
| + 16    | 贙 贚                                                                |                                        |
| + 17    | 贛                                                                   | 赣                                     |
| + 18    | 贜                                                                   |                                        |
| + 22    | 贕                                                                   |                                        |